# Diyanet İşleri Başkanlığı
Das Diyanet İşleri Başkanlığı (deutsch Präsidium für Religionsangelegenheiten), abgekürzt mit Diyanet, ist eine staatliche Einrichtung zur Verwaltung religiöser Angelegenheiten in der Türkei. Das Diyanet ist direkt dem Präsidenten unterstellt. Es wurde mit dem Gesetz Nr. 429 vom 4. März 1924 als eine dem Premierminister der Republik Türkei angegliederte Organisation auf Anordnung von Mustafa Kemal Atatürk gegründet. Die Behörde hatte im Jahre 2015 mehr als 100.000 Mitarbeiter und einen Jahresetat von umgerechnet mehr als einer Milliarde Euro.
Das Diyanet ist die Nachfolgeinstitution des Schaich al-Islām-Amtes des Osmanischen Reiches. Die Behörde ist somit die höchste religiöse Instanz des Landes. Der Behördenleiter, zugleich Präsident des Diyanet, hat hierdurch den Rang des höchsten islamischen Gelehrten der Türkei inne und stellt somit aus staatlicher Sicht, welche in gleicher Weise vom überwiegenden Teil der Bevölkerung anerkannt wird, die oberste islamische Autorität des Landes dar. Außerhalb der Türkei ist das Diyanet İşleri Başkanlığı über Kooperationspartner tätig.

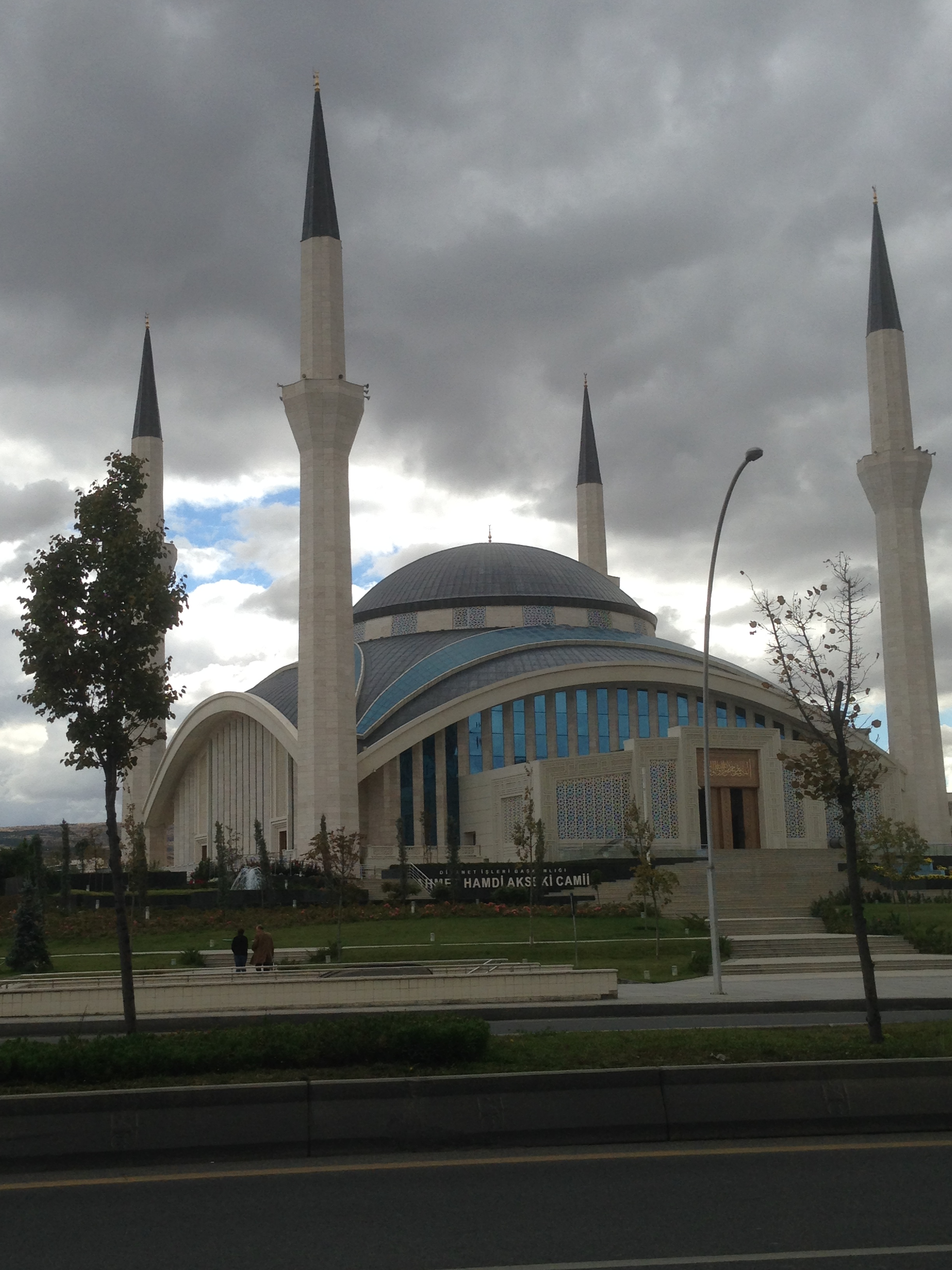
Die Ahmet-Hamdi-Akseki-Moschee in Ankara, Hauptquartier des Präsidiums

## Historischer Kontext

### Laizistische Republik
Nach der Niederlage im Ersten Weltkrieg sollte die Türkei unter mehreren Besatzungsmächten aufgeteilt werden. Das wurde durch den türkischen Befreiungskrieg verhindert, den Mustafa Kemal anführte. Nach dem Sieg wurde am 29. Oktober 1923 die türkische Republik ausgerufen.
Nach dem Willen und der Vision von Mustafa Kemal (später Atatürk genannt) sollte sich die Türkei am Westen orientieren und so zu einem modernen Nationalstaat entwickeln. Im Laufe seiner Amtszeit führte Atatürk tiefgreifende Reformen im politischen und gesellschaftlichen System durch, um diese Vision zu erreichen. Unter anderem wurde im Jahre 1922, noch vor der Ausrufung der Republik, das Sultanat abgeschafft und am 3. März 1924 das Kalifat. 1924 beseitigte die Türkei mit der Abschaffung des Amtes des Scheichülislam auch die religiösen Gerichte, und 1925 wurde im Zuge einer umfassenden „Kleiderreform“ der Fes und der Schleier verboten und die Koedukation eingeführt. Im selben Jahr wurde die islamische Zeitrechnung durch den Gregorianischen Kalender ersetzt sowie das metrische System eingeführt.
In den folgenden Jahren wurden ganze Rechtssysteme aus europäischen Ländern übernommen und den türkischen Verhältnissen angepasst. 1928 wurde die osmanische Schrift durch die lateinische ersetzt. 1930 wurde das aktive Frauenwahlrecht eingeführt – seit 1934 dürfen sich Frauen auch selbst zur Wahl stellen (passives Frauenwahlrecht). Nur wenige der Reformen, etwa Atatürks Idee, dass in den Moscheen statt auf Arabisch nur noch auf Türkisch gebetet werden sollte, erwiesen sich als undurchführbar und wurden zurückgenommen.

### Laizisierung
Trotz aller Versuche, die Bedeutung der Religionen in der Türkei für die Gesellschaft auf der Laienebene zu schwächen, blieb der Glaube ein wichtiger Bestandteil der türkischen Gesellschaft. Die Gefahr stieg sogar, dass die Religion durch Kreise instrumentalisiert werden könnte, auf die der Staat keinen Einfluss hatte. Daher wurde 1924 das Amt für Religiöse Angelegenheiten gegründet. Mit dieser Institution wollte der Staat die Religion kontrollieren. Daher ist die türkische Form des Laizismus keine Trennung zwischen Staat und Religion, sondern vielmehr eine Unterordnung der Religion unter den Staat.

## Aufbau
Das Diyanet wurde am 3. März 1924 entsprechend Gesetz Nr. 429 gegründet und untersteht dem Präsidenten der Republik Türkei. Bis Juli 2018 war es dem Ministerpräsidentenamt angegliedert. Die Moscheen des Landes und die dort tätigen Imame sind als Beamte weisungsgebunden.
Das Diyanet in Ankara hat folgende Hauptabteilungen: Religiöse Dienste (Din Hizmet Dairesi), Religiöse Erziehung (Din Eğitim Dairesi), Wallfahrtswesen (Hac Dairesi), Religiöse Publikationen (Dinî Yayınlar Dairesi) und Außenbeziehungen (Dış İlişkiler Dairesi). In den Provinzen der Türkei ist das Amt mit dem sogenannten Müftülük, dem „Amt des Muftis“, vertreten.
Von 1992 bis 2003 war Diyanet-Präsident Mehmet Nuri Yılmaz, der in seinem Amt im Wesentlichen die kemalistische Staatsdoktrin tradiert hatte. Ihm folgte ab Mai 2003 der als liberal geltende Ali Bardakoğlu. Nach dessen Rücktritt im November 2010 übernahm das Amt sein Stellvertreter Mehmet Görmez. Nach dem Amtsverzicht von Mehmet Görmez im Jahr 2017 übernahm Ali Erbaş das Amt des Diyanet-Präsidenten. Im März 2018 wurde mit der Theologieprofessorin Huriye Martı erstmals eine Frau zur Vizepräsidentin ernannt.

## Aufgaben
Im Jahr 2007 beschäftigte das DİB 84.195 Menschen, darunter waren 60.641 Imame. Es ist für 79.096 (2007) Moscheen im Lande verantwortlich und für diejenigen Moscheen im Ausland, die zur DITIB gehören. Außerhalb der Türkei ist das DİB für 1805 Moscheen zuständig.
Das Diyanet ist für die Ausrichtung der Korankurse zuständig. Es verfasst die Freitagspredigten, entsendet Prediger, Imame und Muezzine an die Moscheen und unterhält die Gotteshäuser.
Die Mehrheit der Aleviten fühlt sich durch das Diyanet nicht vertreten, da das Amt nur den orthodox-sunnitischen Islam unterstützt und lehrt.
Das Diyanet vertrat lange Zeit eine vergleichsweise „gemäßigte“ Islam- und Koran-Auslegung – so wurden unter anderem im März 2005 zwei Frauen als Vize-Mufti in Kayseri und Istanbul ernannt. In jüngerer Zeit machte das Diyanet aber auch immer wieder durch sehr konservative Islam- und Koran-Auslegungen von sich reden. So sorgte Anfang 2016 eine Fatwa in der Türkei für Diskussionsstoff, in der das Diyanet Verlobten vorschreibt, wie sie sich in der Öffentlichkeit zu verhalten haben. Flirten, das Zusammenleben, ohne verheiratet zu sein, oder als Paar unbeobachtet zu sein fördere nach diesem islamischen Rechtsgutachten angeblich Tratsch und Gerüchte. Auch das Händchenhalten in der Öffentlichkeit gehöre zu den Dingen, die sich nicht mit dem Islam vereinbaren ließen. Ein von der Diyanet herausgegebener Kinder-Comic, in dem das religiös motivierte Märtyrertum verherrlicht wird, sorgte im März 2016 in der Türkei ebenfalls für Diskussionen und heftige Kritik.

## Aufgaben im Ausland
Das Diyanet İşleri Başkanlığı ist außerhalb der Türkei über Kooperationspartner tätig. Die Religionsbehörde entsendet Räte (müşavir) und Attachés an Botschaften und Konsulate, insbesondere in der Bundesrepublik Deutschland.
Zur Stärkung der Verbindungen zu den zentralasiatischen Turkstaaten betreibt das DİB islamische Kulturpolitik in den Staaten Aserbaidschan, Turkmenistan, Kasachstan und Usbekistan.

### Deutschland
Es unterhält in Deutschland eine eigene Niederlassung: die Türkisch-Islamische Union der Anstalt für Religion (DITIB bzw. DİTİB), der laut eigenen Angaben bundesweit rund 900 Moscheegemeinden beaufsichtigt.

### Niederlande
Das Diyanet gründete 1982 in den Niederlanden eine Eigene Organisation. Von die 475 Moscheen, die es 2018 in den Niederlanden gab, wurden von Diyanet 146 kontrolliert.

### Schweiz
In der Schweiz besteht die „İsviçre Türk Diyanet Vakfı“ (ITDV, bzw. İTDV), auf Deutsch: „Türkisch Islamische Stiftung für die Schweiz“ TISS.

### Österreich
In Österreich ist es die „Türkisch-islamische Union für kulturelle und soziale Zusammenarbeit in Österreich“ (ATIB, bzw. ATİB).

## Beispiele
- Im Januar 2007 beschloss das Diyanet, 2.500 Personen in den Osten und Südosten der Türkei zu entsenden. Diese sollen als „Teams für Rechtleitung und Predigten“ (Vaaz ve İrşat’ Timleri) den Einfluss der kurdischen Hizbullah und der PKK eindämmen (vgl. Hürriyet vom 10. Januar 2007).
- Im März 2007 erklärte das Amt in einer Fatwa Organspenden für mit dem islamischen Recht vereinbar. Organspender würden ihre Organe im Jenseits wieder zurückerhalten (vgl. Hürriyet vom 8. März 2007).
- Durch eine in Auftrag gegebene Fatwa ließ Diyanet 2008 feststellen, dass eine Abkehr vom Islam hin zu einer anderen Religion ausdrücklich erlaubt sei.[15] Der Religionswechsel sei nur erlaubt, wenn der Übertritt Ausdruck einer persönlichen Präferenz sei und nicht den Boden bereite für eine Auflehnung gegen den Islam oder die rechtmäßige Ordnung. Die Todesstrafe sei dann gerechtfertigt, wenn der Apostat gegen den Islam Krieg führe. Missionierungsbestrebungen („Propaganda“) betrachtet die Behörde ausdrücklich als Teil der Kriegsführung.[16]
- Auch sehr konservative Ansichten der Behörde wurden 2008 bekannt.[17] So wird in einem vom Amt herausgegebenen Leitfaden für das gute und vorbildliche Leben der muslimischen Frau die Ansicht vertreten, dass Flirten Ehebruch sei und der Kontakt mit fremden Männern generell vermieden werden müsse. Auch der Gebrauch von Parfüm außerhalb des eigenen Hauses sei eine Sünde. Frauen und Männer am selben Arbeitsplatz seien eine besonders große Gefahr für die Gesellschaft. Dieser Leitfaden wurde von der türkischen Tageszeitung Radikal und liberalen Kreisen in der Türkei heftig kritisiert.[18]
- Eine Fatwa der Religionsbehörde im Jahre 2015 will Verlobten vorschreiben, wie sie sich zu verhalten haben. Demnach gehöre das Händchenhalten in der Öffentlichkeit zu den Dingen, die sich nicht mit dem Islam vereinbaren ließen.[1]
- 2016 berichtete der Stern über einen Comic für Kinder, in welchem das Sterben als Märtyrer verherrlicht wird.[19]